# Georges Lacroix
Pour les articles homonymes, voir Lacroix.
À ne pas confondre avec le réalisateur Georges-André Lacroix
 (octobre 2018).
Si vous disposez d'ouvrages ou d'articles de référence ou si vous connaissez des sites web de qualité traitant du thème abordé ici, merci de compléter l'article en donnant les références utiles à sa vérifiabilité et en les liant à la section « Notes et références ».
Georges Lacroix est un producteur, réalisateur de film d'animation français et l'un des pionniers de l'animation 3D en France.

## Biographie
Diplômé de l'École supérieure des arts décoratifs de Strasbourg, Georges Lacroix complète sa formation à l’École nationale supérieure des beaux-arts de Paris en 1963 et mène parallèlement une vie professionnelle consacrée dès ses débuts au dessin d’humour et à la bande dessinée pour divers périodiques (comme Chouchou), en particulier l'hebdomadaire Pilote. Il illustrera entre autres des scénarios de  Goscinny, Reiser, Fred. Puis après une longue carrière d’illustrateur dans la presse française et étrangère, dans la publicité, menée conjointement à la direction artistique du journal l’Express, il réalise de 1973 à 1980] ses premiers films vidéo comme réalisateur indépendant. De 1980 à 1984 il travaillera pour des clients tels que la cité des sciences et de l'industrie, Dior, Lancôme ou Hoechst. C'est d'ailleurs à cette période qu'il concevra et réalisera avec son partenaire Renato Le Flipper, son premier film en images de synthèse en partenariat avec l'INA.
En 1985 il crée la société Fantôme, studio d’animation spécialisé dans les images de synthèse 3D et se consacre à la conception, la réalisation et la production de séries animées avec son partenaire Renato (Les fables géométriques et Insektors qui recevront plus de 30 prix internationaux dont un Emmy Award). 
En 2000, il crée la société GL Consulting, spécialisée dans le domaine de l’animation et des nouvelles technologies dédiées au son et à l’image. La société Gl Consulting cesse son activité en 2011
Georges Lacroix organise des conférences internationales traitant des nouvelles technologies et de l’animation et enseigne la réalisation dans les écoles spécialisées internationales. Il intervient en tant que conseil et expert dans le domaine de la création de contenu et de la réalisation de films d’animation auprès d’organismes spécialisés tant en France qu’à l’étranger. On peut citer entre autres parmi les organismes faisant appel à son expertise les Gobelins, la Filmakademie Baden-Württemberg, La Poudrière, l'Institut de l'image de l'océan Indien, Supinfocom, le Royal College of Art, le Digital Content Institute de Taïwan, le Shanghai Institute of Film Art et le Shanghai Zangjiang.  
En tant que réalisateur, il développe actuellement[Quand ?] des projets personnels de films d’animation.

## Filmographie
Créations, réalisations et coréalisations avec Renato et Jean-Yves Grall au sein de la société Fantôme
- 1985, Fly Bill, premier « Patchitoon » présentateur de magazine vidéo, animé
- 1986, Sio Benbor, sélectionné au Film Show du Siggraph
- 1987, Sio Benbor Junior, Grand Prix Pixel INA à Imagina 1989, sélectionné au Film Show du Siggraph 1989
- De 1989 à 1991, Les fables géométriques, sélectionnées au Siggraph et Nicograph 1990, Grand Prix Fiction à Paris Cité 1990, primées à Imagina 1991, primées au Festival international du film d'animation d'Annecy, primées au festival d'animation d'Hiroshima
- De 1989 à 1991, Le Grand Ouah Ouah Bleu, sélectionné au Film Show du Siggraph, sélectionné au Nicograph 1990, Prix Pixel INA 1990 du générique de télévision.
- De 1993 à 1995, Insektors, récompensé par plus de 30 prix internationaux, dont un International Emmy Award en 1994.
- 1996 Insektors Spécial Noël
- 1997 Les Girafes de Mordillo

Créations, réalisations et productions au sein de la société GL Consulting
- 2001 Les Nouvelles Aventures de Geppetto (Production XD Production)
- 2004 Anchain de Boris Robert, Direction artistique, production exécutive, coproduction ILOI / Région Réunion
- 2004 Emma de David Esprimont, Direction artistique, production exécutive, coproduction ILOI / Région Réunion
- 2004 Les Aventures de Molman de Olivier Carrette, Direction artistique, production exécutive, coproduction ILOI / Région Réunion
- 2004 L'œil de Jaspe de Bernard Georget, Direction artistique, production exécutive, coproduction ILOI / Région Réunion
- 2005 Séquence d’ouverture du Festival TIAF, (Taiwan International animation Festival)

Productions au sein de la société Fantôme
- 2011 The Nuklear Family de Olivier Carrette, production exécutive, coproduction ILOI / Région Réunion